# Рапла (волость, 1939)

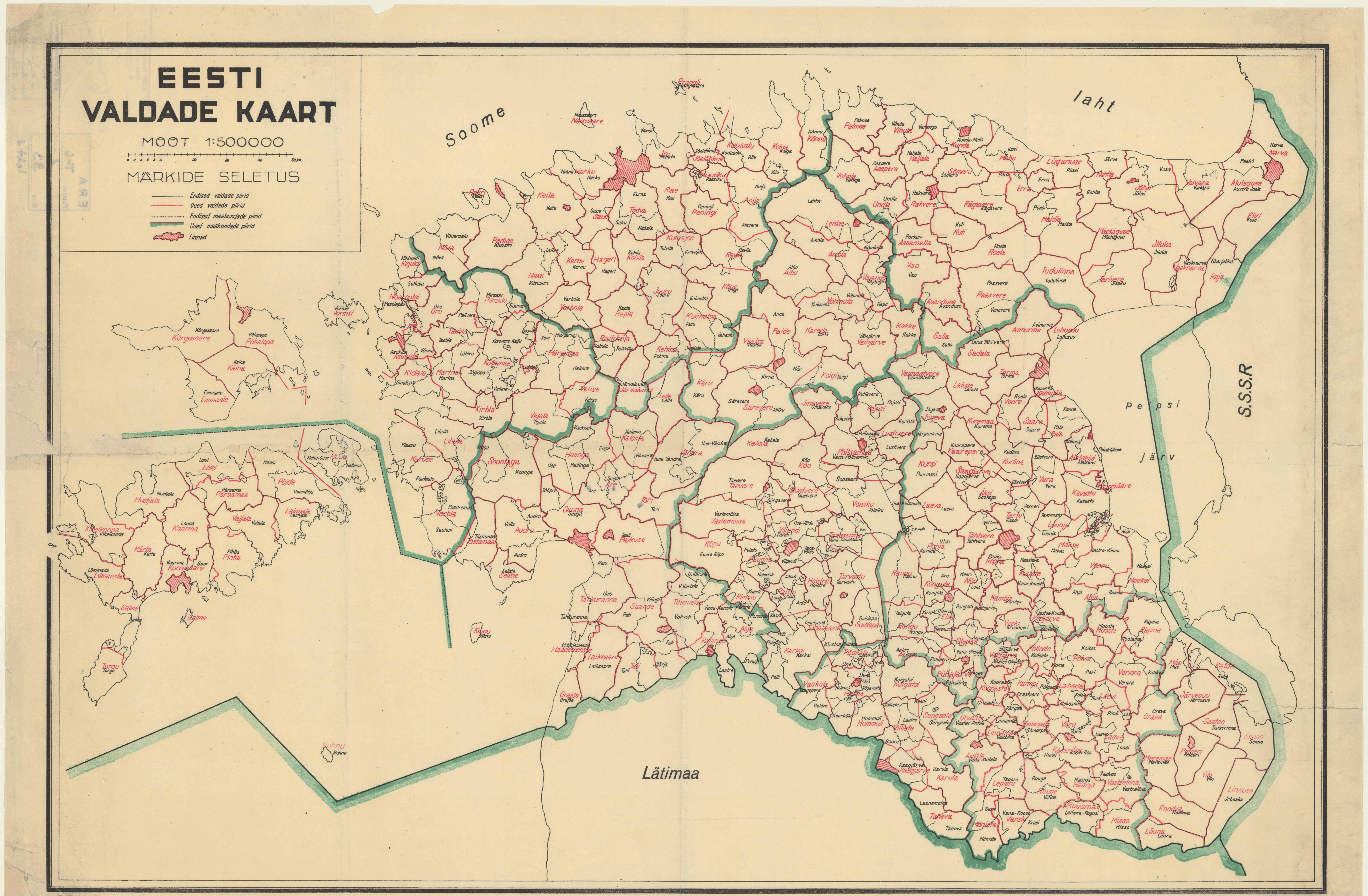
Карта волостей Эстонии после 1939 года (чёрными линиями обозначены границы бывших волостей, красными — новых волостей)

Ра́пла (эст. Rapla vald) — волость в Харьюмаа, Эстония, существовавшая в 1939—1950 годах. Была создана в результате административно-территориальной реформы 1939 года и включала в себя бо́льшую часть созданной в 1866 году Раппельской волости и часть земель Ерденской волости. Является исторической предшественницей современной волости Рапла.

## История
В ходе административно-территориальной реформы 1939 года в Первой Эстонской Республике вместе прежних 369 волостей было создано 248 волостей.
Согласно постановлению Президента Эстонской Республики Константина Пятса № 88 от 7 октября 1938 года, вновь созданная волость Рапла включала в себя территорию бывшей волости Рапла (Раппельской волости), за исключением деревни Ялазе, поселения Койксе, расположенных от реки Кейла в сторону посёлка Юуру луговых земель деревни Хагуди и лесного массива поселения Сели и деревни Хяргкюла; а также земли деревни Пурила-Юлейыэ бывшей волости Юуру (Ерденской волости).
В состав волости входили:
- посёлки Рапла и Хагуди;
- деревни Алу-Метскюла, Аранкюла, Вакзали, Валту-Нымме, Вяльятагузе, Ийра, Каэрепере, Кодила-Метскюла, Кодила-Уускюла, Койги, Куку, Кумма, Куузику-Нымме, Кыйксе, Кыргу, Липсту, Мыйзаасеме, Мяллу, Нымме, Паламулла, Пырсака, Рака, Ридакюла, Салупере, Сауна, Сели-Метскюла, Сели-Нурме, Сикельди-Нымме, Соотагузе, Тапупере, Торма, Тути, Уускюла, Сакса, Хагуди, Хагуди-Метскюла, Хярту, Эхерди, Ыэла, Юлейыэ, Юула;
- поселения Алу, Валту, Кирику, Сикельди и Хагуди;
- мызы Кодила (Коддил) и Куузику (Сааге).

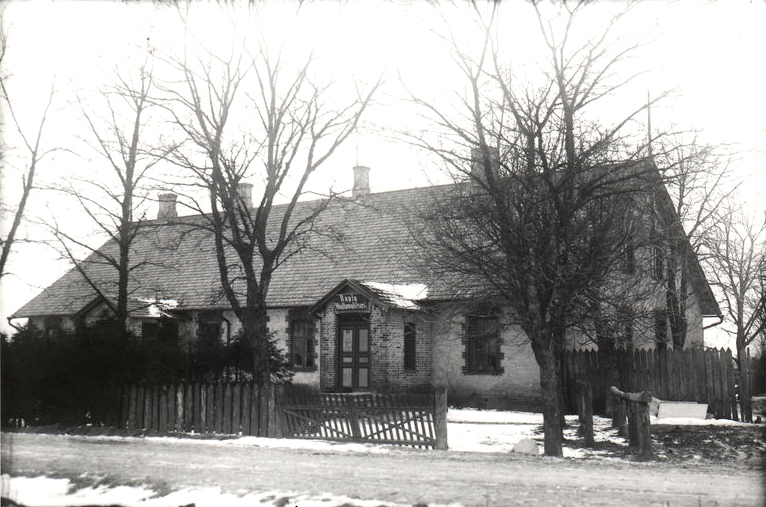
Раплаский волостной дом, 1920 год

Первым волостным старейшиной был Оскар Лейнсалу (Oskar Leinsalu).
Волостной дом находился в деревне Уускюла.
В 1939 году численность населения волости Рапла составляла 4948 человек, и по этому показателю волость была самой большой в Харьюмаа. Площадь волости составляла 220,43 км² (22 043,25 га).
8 августа 1945 года постановлением Президиума Верховного Совета Эстонской ССР в волости Рапла были созданы Хагудиский (Хагуди), Раплаский (Рапла), Сикельдиский (Сикельди) и Валтуский (Валту) сельсоветы. 26 сентября 1950 года  территория бывшей волости вошла в состав Раплаского района, площадь которого в 1977 году составляла 2972,6 км², и центром которого был посёлок (ныне город) Рапла.